# Herb Knyszyna
Herb Knyszyna – jeden z symboli miasta Knyszyn i gminy Knyszyn w postaci herbu.

## Wygląd i symbolika
Herb przedstawia tarczę dwudzielną w pas. W polu górnym czerwonym umieszczony jest wizerunek orła króla Zygmunta Augusta. Orzeł jest biały, zwrócony głową w heraldycznie prawą stronę. Korona nad orłem, dziób, szpony oraz napis na piersi „SA” złote. W polu dolnym żółtym widnieje wizerunek tura barwy brązowej stylizowanego czernią, zwróconego głową w heraldycznie prawą stronę.

## Historia
Pierwszy herb miasta przedstawiał głowę tura i widniał na pieczęci z 1568 roku.